# Реймонд (Канзас)
Реймонд (англ. Raymond) — місто (англ. city) в США, в окрузі Райс штату Канзас. Населення — 85 осіб (2020).

## Географія
Реймонд розташований за координатами 38°16′41″ пн. ш. 98°24′52″ зх. д. / 38.27806° пн. ш. 98.41444° зх. д. (38.278003, -98.414507).  За даними Бюро перепису населення США в 2010 році місто мало площу 0,83 км², уся площа — суходіл.

## Демографія
Згідно з переписом 2010 року, у місті мешкало 79 осіб у 39 домогосподарствах у складі 20 родин. Густота населення становила 95 осіб/км².  Було 51 помешкання (61/км²).
Расовий склад населення:
| - 100,0 % — білих |

До двох чи більше рас належало 0,0 %. Частка іспаномовних становила 0,0 % від усіх жителів.
За віковим діапазоном населення розподілялося таким чином: 12,7 % — особи молодші 18 років, 60,7 % — особи у віці 18—64 років, 26,6 % — особи у віці 65 років та старші. Медіана віку мешканця становила 52,4 року. На 100 осіб жіночої статі у місті припадало 107,9 чоловіків;  на 100 жінок у віці від 18 років та старших — 122,6 чоловіків також старших 18 років.
Цивільне працевлаштоване населення становило 41 осіб. Основні галузі зайнятості: освіта, охорона здоров'я та соціальна допомога — 26,8 %, сільське господарство, лісництво, риболовля — 26,8 %, виробництво — 19,5 %, транспорт — 14,6 %.